# Муралов Микола Іванович
Микола Іванович Муралов (1877, хутір Роти, Таганрозький округ (Область Війська Донського), (нині Донецька область, Україна) — 1 лютого 1937, Москва) — радянський військовий діяч. Член Всеукраїнського Центрального Виконавчого Комітету ВУЦВК. Член Центральної контрольної комісії ВКП(б) у 1925—1927 роках.

## Життєпис
Син хуторянина-міщанина Івана Анастасійовича Муралова. Спочатку здобув домашню освіту під керівництвом батька. Потім навчався в сільськогосподарській школі, закінчив її в 1897 році. З того ж року служив управителем різних маєтків, винокурного й маслоробного заводів. З 1903 року помічник земського агронома в Подольську. Того ж року вступив до РСДРП, більшовик.
Брав участь в Московському збройне повстання в грудні 1905 року, після поразки якого втік на Дон. Неодноразово заарештовувався на короткий термін, з 1907 року служив управителем маєтку в Тульської губернії, одночасно вів нелегальну революційну роботу. У 1914 році, після початку Першої світової війни, призваний в армію. Стає рядовим 215-го піхотного полку в м. Володимирі, потім з полку переведений в 2-у московську роту, в якій служив до лютого 1917 року.
Після Лютневої революції 1917 р. став одним з організаторів Московської Ради солдатських депутатів, входить до її президії від більшовиків. Був членом Військової бюро МК РСДРП(б). У вересні стає заступником голови Московської ради солдатських депутатів. У жовтні 1917 член Московського військово-революційного комітету і революційного штабу, один з керівників збройного повстання в Москві. Після перемоги над юнкерами 2 листопада 1917 року Муралов підписав наказ Московського ВРК про перемогу революції в Москві, і в той же день був призначений комісаром Московського військового округу з правами командувача військ. На цій посаді він був з листопада 1917 по лютий 1919 року.
19 березня 1919 року прибув до 3-ї армії Східного фронту на посаду члена РВР. У липні 1919 року був призначений членом РВР Східного фронту, в серпні того ж року призначений членом РВР 12-ї армії Південно-Західного фронту.
20 травня 1920 року затверджений 4 Всеукраїнським з'їздом рад членом Всеукраїнського Центрального Виконавчого Комітету ВУЦВК
У серпні 1920 року призначений членом колегії Наркомату землеробства. 1 березня 1921 року знову призначений командувачем військ Московського військового округу, в травні 1924 призначений командувачем військ Північно-Кавказького Військового округу, в лютому 1925 року призначений для «особливо важливих» доручень при Революційній військові раді СРСР. Член комісії з організації поховання Леніна.
З 1925 року член Центральної контрольної комісії ВКП (б). У 1925—1927 рр. — начальник військово-морської інспекції Народного комісаріату робітничо-селянської інспекції СРСР, одночасно ректор сільськогосподарської академії імені К. А. Тімірязєва.
Був учасником об'єднаної опозиції, прихильником Льва Троцького. У листопаді 1927 року за участь в опозиції був виведений зі складу ЦКК ВКП(б). На XV з'їзді ВКП(б) (грудень 1927) виступив з промовою, в якій протестував проти порушень внутрішньопартійної демократії, вимагав звернути увагу на навмисне перебільшення звинувачень, які висувалися до опозиціонерів. На з'їзді був виключений з партії.
У лютому 1928 року був висланий в місто Тару Омського округу. З цього часу працював на незначних посадах в області господарського управління. У 1929 році переведений в Новосибірськ. Працював інспектором, заступником уповноваженого Зернотресту по Західному Сибіру. Оскільки репресії проти опозиціонерів дедалі посилювалися, після довгих умовлянь у грудні 1935 й січні 1936 написав Йосипу Сталіну два листи, заявивши про розрив з троцькістами і з проханням про відновлення в партії. У 1936 році працював начальником сільськогосподарського відділу Управління робітничого постачання Кузбасбуду в Новосибірську.

### Арешт і страта
17 квітня 1936 року був заарештований. Під час слідства до Муралова застосовувалися тортури, кілька місяців він відмовлявся давати свідчення і підтверджувати фальсифіковані звинувачення. Як один з головних обвинувачуваних притягнутий до сфабрикованого НКВС відкритого політичного процесу у справі «Паралельного антирадянського троцькістського центру». 30 січня 1937 року засуджений до смертної кари. Розстріляний 1 лютого 1937 р.
У квітні 1986 року Пленум Верховного суду СРСР скасував вирок, посмертно реабілітувавши М. І. Муралова.